# Урбикий Клермонский
Урбикий (умер в 312 году) — святой епископ Клермонский. День памяти — 3 апреля.
Святой Урбикий, или Урбис (фр.: Urbice или Urbique, лат.: Urbicus), второй епископ Клермона, жил в четвертом веке. 
Григорий Турский сообщает нам, что святой Урбикий был сенатором, обращённым в христианскую веру. Он жил отдельно от своей жены, но однажды она вернулась к нему, чтобы соблазнить его. Святой Урбикий уступил, но очень скоро он был охвачен глубоким сожалением и ушел каяться в монастырь. Он умер в 312 году и был похоронен за городом, на том месте, где позже было построен монастырь Шантуан. Затем его был помещен в склеп монастыря вместе с телом его жены, на которой он был женат, будучи епископом, и телом его дочери. Позже его мощи были перенесены в церковь монастыря святого Алира.